# Chaos Communication Congress

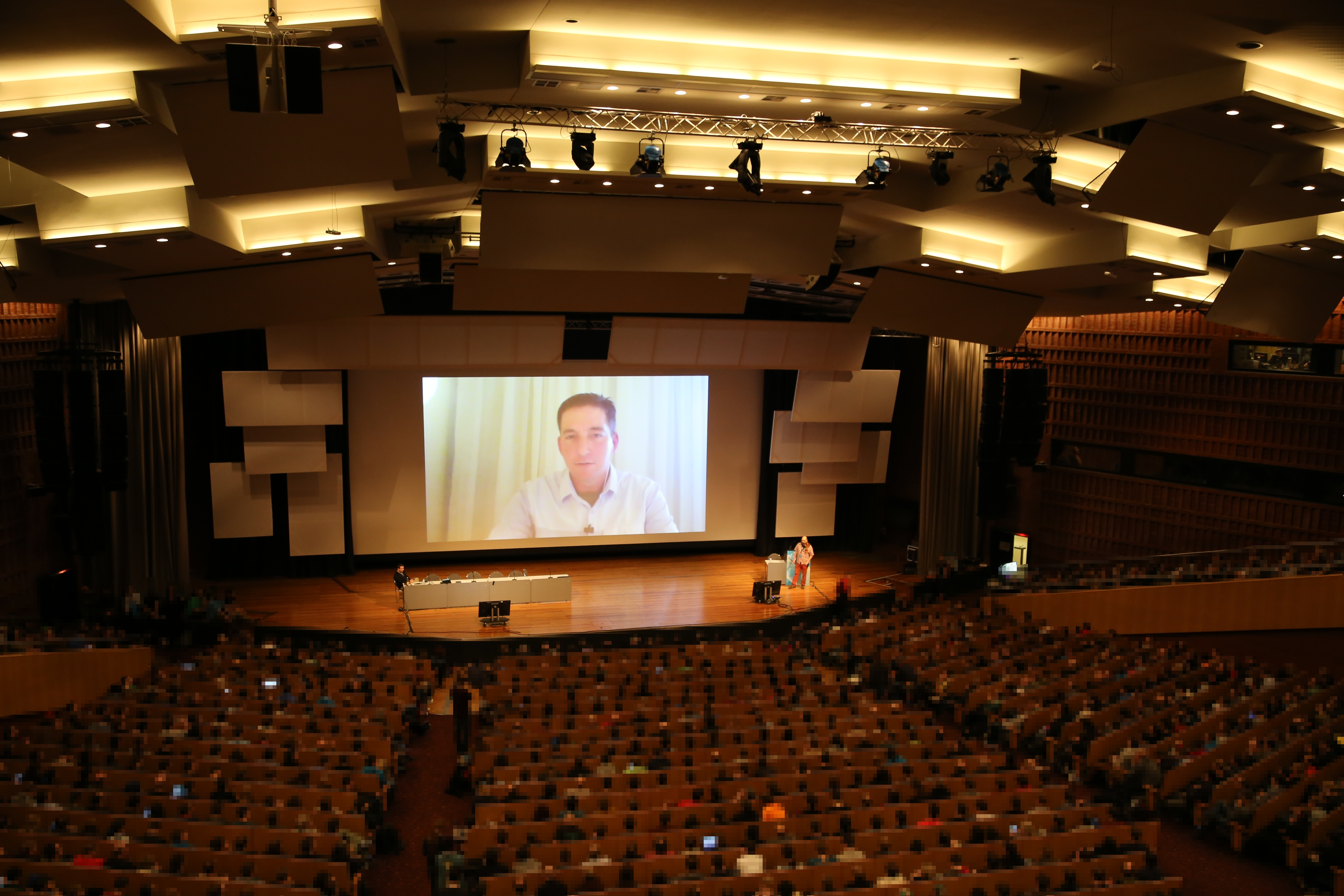
30.º Chaos Communication Congress en Hamburg, Alemania 2013

El Chaos Communication Congress es un congreso anual de hacking organizado por el Chaos Computer Club. Durante el congreso se imparten distintas conferencias y talleres sobre temas técnicos y políticos. Desde 1984, el congreso se celebra regularmente a finales cada año.
Entre 1984 y 1998 el congreso se organizó en Hamburgo en una sala pequeña del Eidelstedter Bürgerhaus. Después se mudó a Berlín, donde se realizó hasta el 2012, fecha en la que debido a que la concurrencia excedió el aforo de las instalaciones en Berlín, regresó a Hamburgo, pero a la gran sala del Congress Center Hamburg. Desde el 34C3 se celebra en Leipzig.
Las conferencias y talleres se imparten en alemán o — en su mayoría — en inglés. Está organizado de tal manera que siempre exista al menos una conferencia en inglés en todos los horarios, aunque habitualmente suelen ser 2 o 3. Las conferencias empiezan a las 9:00 y suelen acabar de madrugada. Aparte de las conferencias hay talleres sobre distintos temas, entre los que destacan el Lock_picking (abrir cerraduras) y la robótica. 
El nivel de los conferenciantes del congreso es muy notable, destacando la participación de hackers de renombre, tales como Steven J. Murdoch, Dan Kaminsky o Joanna Rutkowska, entre muchos otros.
Asimismo cada cuatro años se celebra una conferencia adicional en verano, en un recinto al aire libre con algún interés histórico, denominada Chaos Communication Camp. 

## Congresos celebrados
Últimos congresos y algunas conferencias destacadas:
- 37C3 (2022) TBD, Congress Center Hamburg
- rC3 2021 (2021) NOWHERE, Online
- rC3 (2020) remote Chaos Experience, Online
- 36C3 (2019) Resource Exhaustion, Congress Center Leipzig
- 35C3 (2018) Refreshing memories, Congress Center Leipzig
- 34C3 (2017) tuwat, Congress Center Leipzig
- 33C3 (2016) Works for me, Congress Center Hamburg
- 32C3 (2015) Gated Communities, Congress Center Hamburg
- 31C3 (2014) A New Dawn, 12 000 participantes, Congress Center Hamburg
- 30C3 (2013) Ohne Motto (sin lema), 9000 participantes, Congress Center Hamburg
- 29C3 (2012) Not My Department, 6500 participantes, Congress Center Hamburg
- 28C3 (2011) Behind enemy lines, 3000 participantes, Congress Center Hamburg
- 27C3: 27C3 (2010) We come in peace (diciembre de 2010)
- 26C3: 26C3 (2009) Here be Dragons Archivado el 24 de julio de 2010 en Wayback Machine.
  - Black Ops of PKI Dan Kaminsky.
  - GSM, SRSLY? Chris Paget Krasten Nohl
  - How you can build an eavesdropper for a quantum cryptosystem Qin Liu Sebastien Sauge
  - Using OpenBSC for fuzzing of GSM handsets Harald Welte
- 25C3: 25C3 (2008) Nothing to hide Archivado el 15 de julio de 2008 en Wayback Machine.
  - Why were we so vulnerable to the DNS vulnerability? de Dan Kaminsky.
  - Methods for Understanding Targeted Attacks with Office Documents de Bruce Dang.
  - Cisco IOS attack and defense de FX of Phenoelit.
  - MD5 considered harmful today de Jacob Appelbaum
- 24C3: 24C3 (2007) Full Steam Ahead
- 23C3: Who Can You Trust?
  - Hacking the Electoral Law de Ulrich Wiesner.
  - A Hacker's Toolkit for RFID Emulation and Jamming de Melanie Rieback. Interesante conferencia de un proyecto de Melani Rieback, tutelada por Tanenbaum que incluía una demostración en video de un "firewall" de RFID.
  - Stealth malware - can good guys win? de Joanna Rutkowska.
  - Black Ops 2006 Viz Edition de Dan Kaminsky.
- 22C3: Private Investigations.
  - Black Ops Of TCP/IP de Dan Kaminsky.
  - Covert channels in TCP/IP: attack and defence de Steven J. Murdoch
- 21C3: Usual Suspects.
  - Automated Hacking via Google de Daniel Bartlett.
  - Passive covert channels in the Linux Kernel de Joanna Rutkowska
  - Black Ops of DNS de Dan Kaminsky.
  - Wikipedia Sociographics de Jimmy Wales.
- 20C3: Not a Number
- 19C3: Out of Order
- 18C3: Hacking is not a Crime
- 17C3: Explicit Lyrics
- 16C3:
- 15C3: All Rights Reversed
- 14C3: Nichts Ist Wahr Alles Ist Erlaubt
- 13C3: Der futurologische Congress